# Biblioteca Nacional do Brasil
Biblioteca Nacional, também chamada de Biblioteca Nacional do Brasil, cujo nome oficial institucional é Fundação Biblioteca Nacional, é a depositária do patrimônio bibliográfico e documental do Brasil, considerada pela UNESCO uma das dez maiores bibliotecas nacionais do mundo e a maior da América Latina. Entre suas várias responsabilidades incluem-se a de preservar, atualizar e divulgar uma coleção com cerca de nove milhões de peças, que teve início com a chegada da Real Biblioteca de Portugal ao Brasil e cresce constantemente, a partir de doações, aquisições e com o depósito legal.
Entre os objetos que deveriam acompanhar a família real em sua viagem para o Brasil estavam os caixotes de livros e documentos da Biblioteca Nacional da Ajuda, de Lisboa, com um acervo de cerca de 60 mil peças. Na pressa, os caixotes ficaram abandonados no porto e só em 1810 começaram a ser transferidos para o Brasil. Com o acervo novamente reunido, o príncipe regente D. João fundou a Real Biblioteca Nacional. Até 1814, apenas os estudiosos podiam consultar a biblioteca e, mesmo assim, mediante autorização régia. Depois dessa data, o acesso foi liberado ao público.

## História

### Primórdios
A história da Biblioteca Nacional se inicia antes de sua fundação pois em 1º de novembro de 1755, Lisboa sofreu um violento terremoto, que marcou sua história, e que deu origem a um grande incêndio que, entre outros edifícios, o da Real Biblioteca, também conhecida como Real Livraria, considerada uma das mais importantes bibliotecas da Europa naquela época. A esta perda quase irreparável para os lusitanos seguiu-se um movimento para sua recomposição, que foi prevista entre as tarefas emergenciais para reconstruir Lisboa após o incidente de 1755.
A fim de levar a cabo essa missão, o rei Dom José I de Portugal e o ministro Marquês de Pombal empenharam-se em juntar o pouco que sobrara da Real Livraria e a organizar, no Palácio da Ajuda, uma nova biblioteca, que se tornou importante pela composição de seu acervo que, em 1807 reunia cerca de sessenta mil peças, entre livros, manuscritos, incunábulos, gravuras, mapas, moedas e medalhas. Este acervo foi aquele trazido ao Brasil após a vinda da família real em 1808, em consequência da invasão de Portugal pelas tropas francesas comandadas por Junot, general de Napoleão Bonaparte.

### Império do Brasil

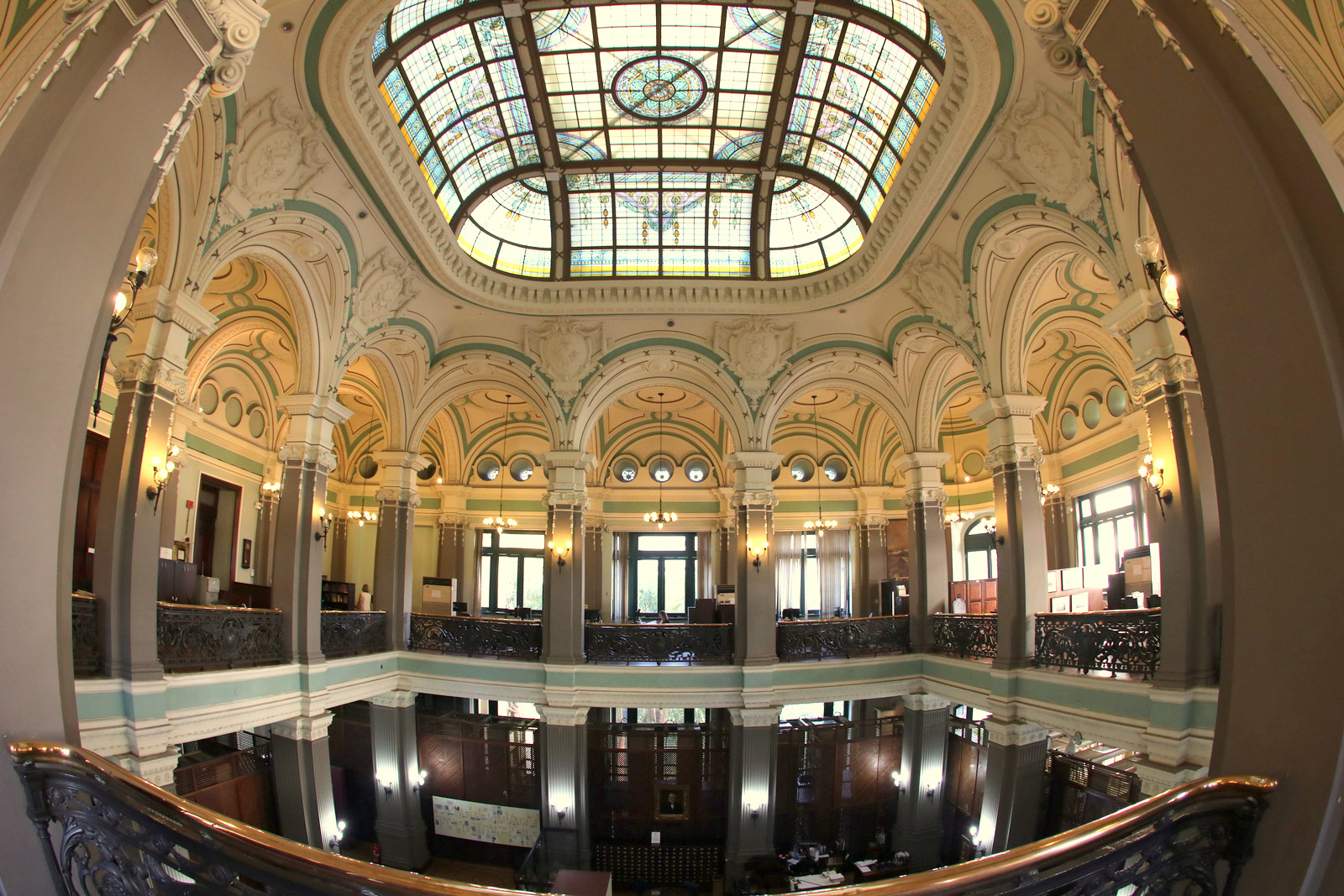
Interior do edifício-sede.

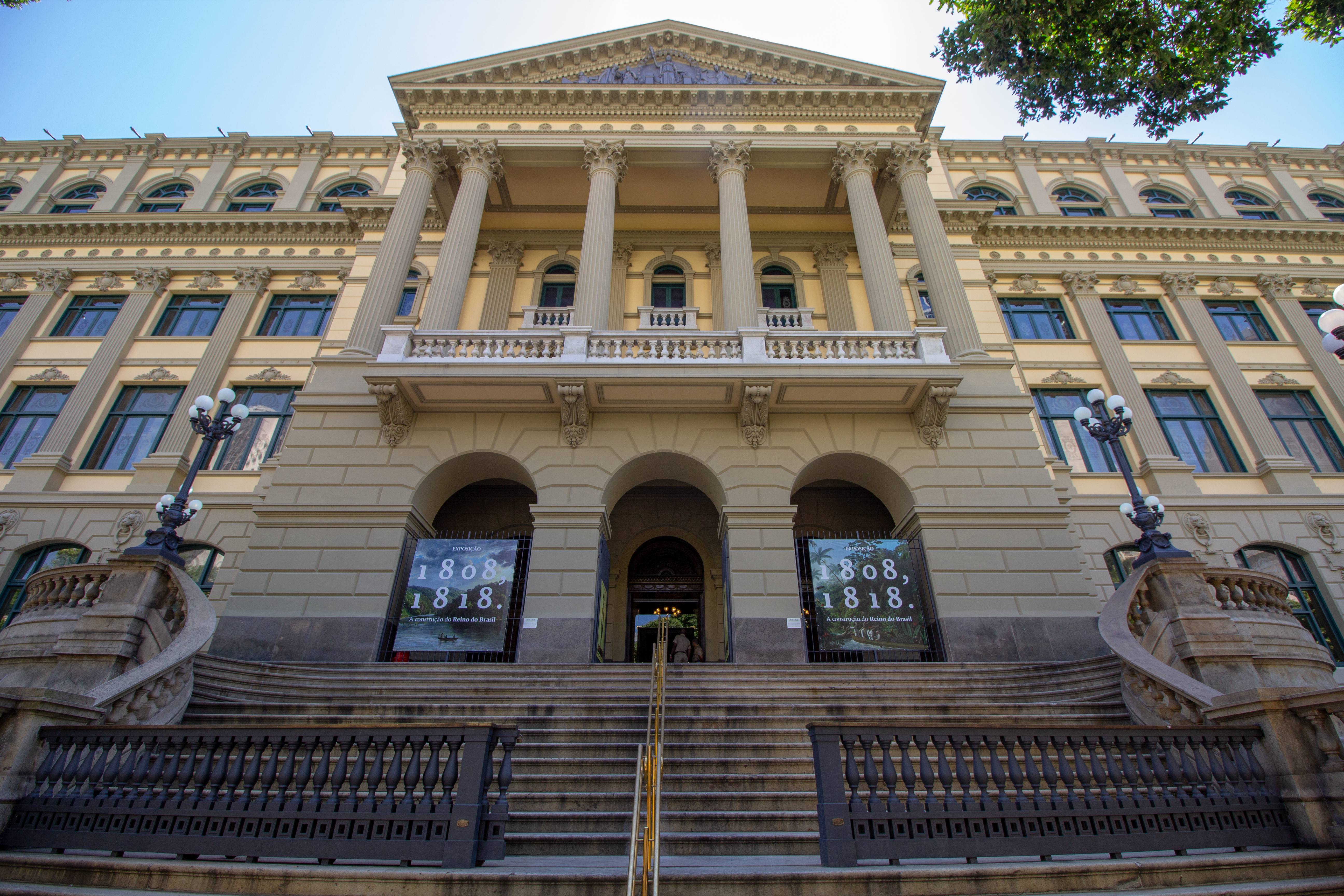
Fachada frontal do edifício.

O acervo foi trazido em três etapas, sendo a primeira em 1810 e as outras duas em 1811. A biblioteca foi acomodada, inicialmente, nas salas do andar superior do Hospital da Ordem Terceira do Carmo (de acordo com o alvará de 27 de julho de 1810), localizado na antiga Rua Direita, atual rua Primeiro de Março, próximo ao Paço Imperial. As instalações, no entanto, foram consideradas inadequadas e poderiam por em risco tão valioso acervo. Assim, em 29 de outubro de 1810, data que ficou atribuída à fundação oficial da Biblioteca Nacional, o príncipe regente editou um decreto que determinava que, no lugar que havia servido de catacumbas aos religiosos do Carmo, se erigisse e acomodasse a "minha Real Biblioteca e instrumentos de física e matemática, fazendo-se à custa da Real Fazenda toda a despesa conducente ao arranjamento e manutenção do referido estabelecimento".
As obras para nova edificação da Biblioteca somente se concretizaram em 1813, quando foi transferido o acervo. Enquanto o processo de instalação dos livros, que se iniciou em 1810, estava ocorrendo a consulta ao acervo da Biblioteca já podia ser realizada por estudiosos, mediante consentimento régio e, em 1814, após o término da organização do acervo, a consulta foi franqueada ao público. Oficialmente estabelecida, a Biblioteca continuou a ter seu acervo ampliado de maneira significativa, através de compras, doações, principalmente, e de "propinas", ou seja, pela entrega obrigatória de um exemplar de todo material impresso nas oficinas tipográficas de Portugal (Alvará de 12 de setembro de 1805) e na Impressão Régia, instalada no Rio de Janeiro. Essa legislação relativa às propinas foi sendo aperfeiçoada ao longo dos anos e culminou no Decreto nº 1.825, de 20 de dezembro de 1907, chamado comumente Decreto de Depósito Legal, ainda em vigor.
Após a morte de Dona Maria I, em março de 1816, teve início o reinado de Dom João VI, que permaneceu no Brasil até 1821, quando circunstâncias políticas o fizeram retornar a Lisboa com a Família Real, à exceção de seu filho primogênito, Dom Pedro de Alcântara de Bragança (futuro imperador Dom Pedro I do Brasil), que viria a proclamar a independência do Brasil, em 1822. Aqui também permaneceu a Real Biblioteca. Nessa época, ela já crescera muito e, após a Independência, em 1822, passou a ser propriedade do Império do Brasil, pois sua compra consta da Convenção Adicional ao Tratado de Amizade e Aliança firmado entre Brasil e Portugal, em 29 de agosto de 1825. Pelos bens deixados no Brasil, a Família Real foi indenizada em dois milhões de libras esterlinas. Desse valor, oitocentos contos de réis destinavam-se ao pagamento da Real Biblioteca, que passou a se chamar, então, Biblioteca Imperial e Pública da Corte.
Em 1858, a Biblioteca foi transferida para a Rua do Passeio, número 60, no Largo da Lapa, e instalada no prédio que tinha por finalidade abrigar de forma melhor o seu acervo. Atualmente, com algumas modificações, esse edifício abriga a Escola de Música da Universidade Federal do Rio de Janeiro. Como seu acervo continuava a ampliar-se com as doações, aquisições e através de contribuição legal, compra de coleções de obras raras em leilões e em centros livreiros de todo o mundo, em breve seria necessária sua mudança para outro edifício, mais adequado às suas necessidades.

### Século XX

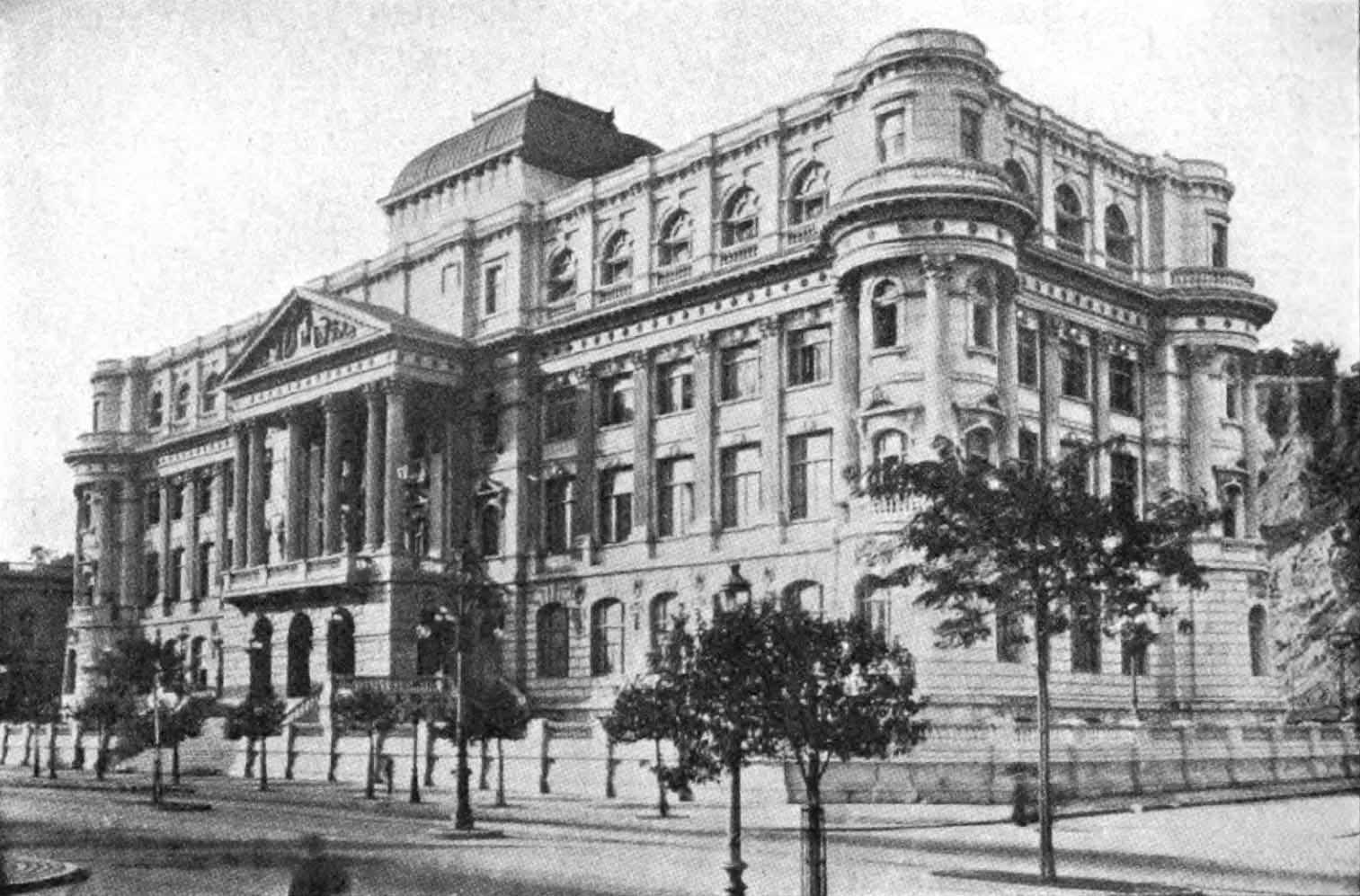
O prédio da biblioteca em 1920.

O crescimento constante e permanente do acervo da biblioteca foi fundamental para a realização de um projeto de construção de uma sede que atendesse a todas as necessidades da biblioteca, acomodando de forma adequada suas coleções. Com base nisso foi projetado seu atual prédio, que teve sua pedra fundamental lançada em 15 de agosto de 1905, durante o governo de Rodrigues Alves. A inauguração se realizou em 29 de outubro de 1910, durante o governo Nilo Peçanha. O edifício da Biblioteca Nacional, cujo projeto é assinado pelo engenheiro militar Sousa Aguiar, tem um estilo eclético, no qual se misturam elementos neoclássicos e art nouveau, e contém ornamentos de artistas como Eliseu Visconti, Henrique e Rodolfo Bernardelli, Modesto Brocos e Rodolfo Amoedo. Eliseu Visconti, ainda em 1903, já havia projetado o ex-libris e o emblema da Biblioteca Nacional. O prédio da Biblioteca fica situado na Avenida Rio Branco, número 219, praça da Cinelândia, no centro do Rio de Janeiro, compondo com o Museu Nacional de Belas Artes e o Teatro Municipal um conjunto arquitetônico e cultural de grande valor.
Em 1990, a Biblioteca Nacional foi transformada em fundação de direito público, com vínculo ao Ministério da Cultura, absorvendo parte das funções do Instituto Nacional do Livro (INL) que foi extinto naquele ano. Com essa reestruturação teve incluídos em sua estrutura organizacional os seguintes órgãos: Escritório de Direitos Autorais (EDA), em que são realizados os registros de obras intelectuais; Agência Brasileira do International Standard Book Number (ISBN); Agência Brasileira do International Standard Series Number (ISSN); Agência Brasileira do International Standard Music Number (ISMN). A partir dessa data passou a coordenar, em todo o Brasil: o Sistema Nacional de Bibliotecas Públicas; o Programa Nacional de Incentivo à Leitura (PROLER); o Plano Nacional de Obras Raras (PLANOR); o Plano Nacional de Microfilmagem de Periódicos Brasileiros (PLANO) Além disso tornou-se responsável pela promoção e divulgação de autores e livros brasileiros no exterior, através de participação em feiras internacionais de livros e concessão a editoras estrangeiras de bolsas de apoio à tradução de escritores brasileiros.

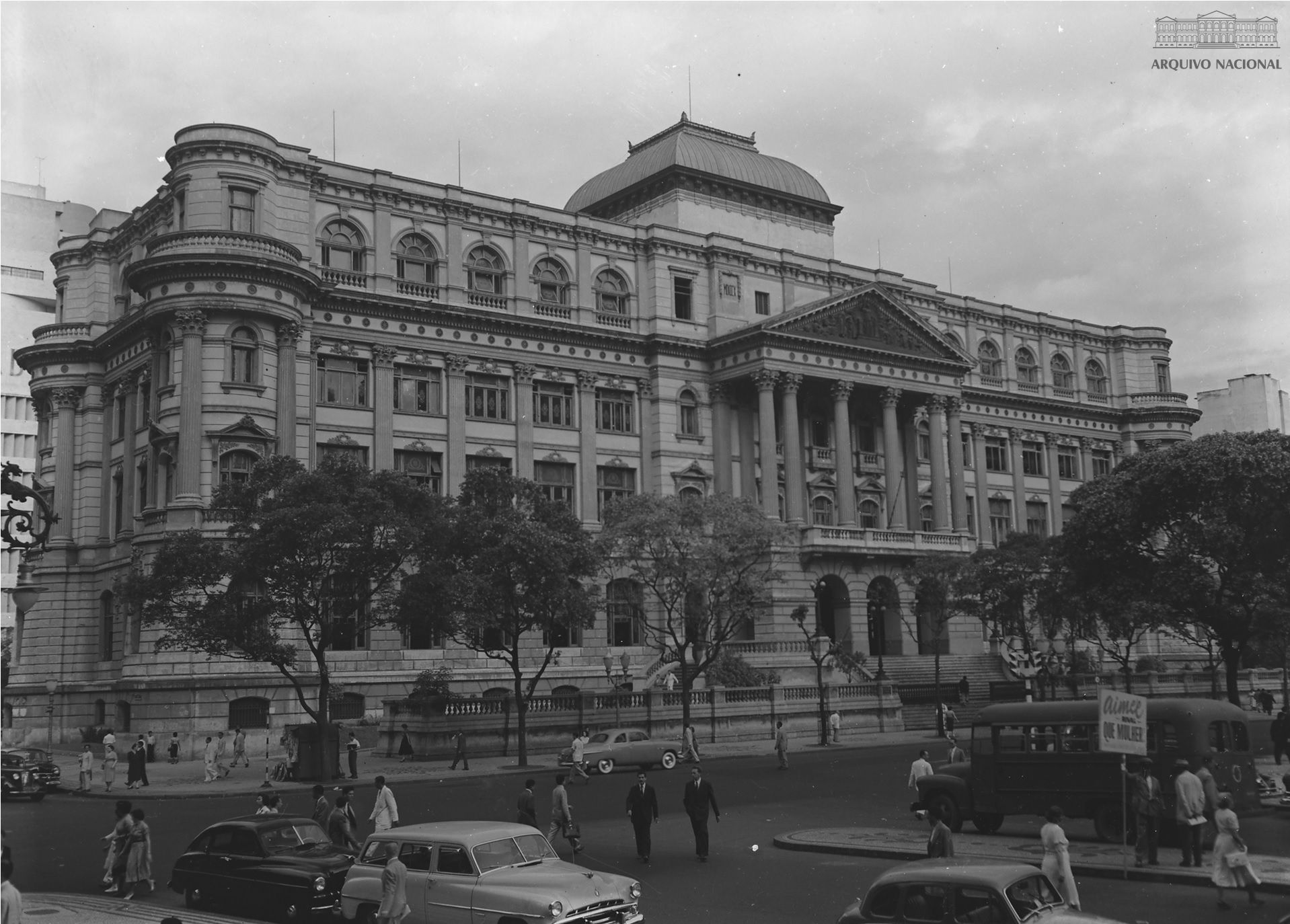
Fachada da Biblioteca Nacional, centro do Rio de Janeiro, em novembro de 1951.

Também funcionou como sede do Sistema Nacional de Bibliotecas Públicas (SNBP), criado em 1992 pelo Decreto Presidencial n° 520 de 13 de maio de 1992. Após a reestruturação organizacional da Fundação Biblioteca Nacional, pelo Decreto Presidencial nº 7 748 de 8 de junho de 2012, o SNBP passou a ser subordinado à Diretoria de Livro, Leitura, Literatura e Bibliotecas (DLLLB), funcionando como uma Coordenação-Geral.

## Atividades e acervo

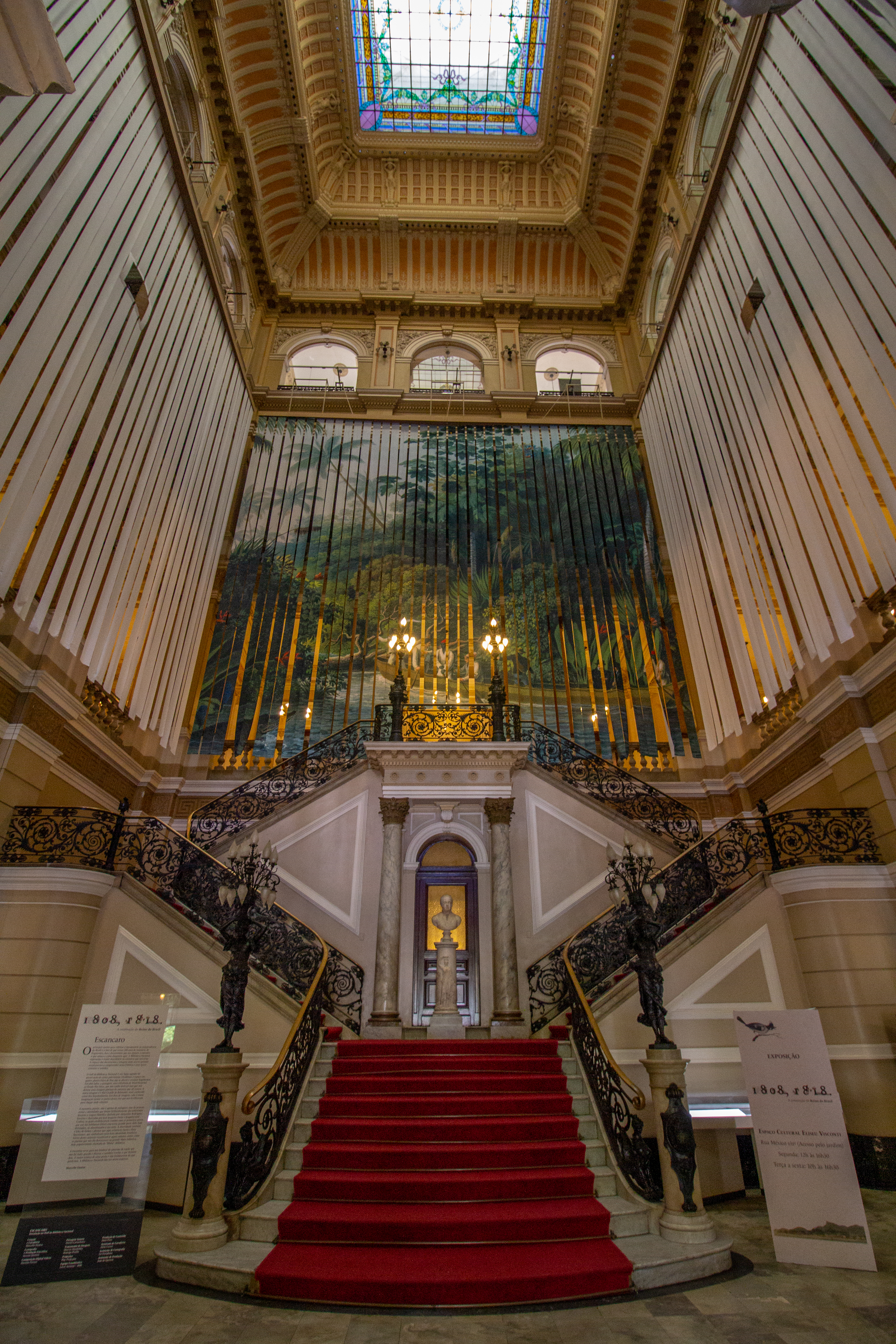
Escadaria do edifício da biblioteca.

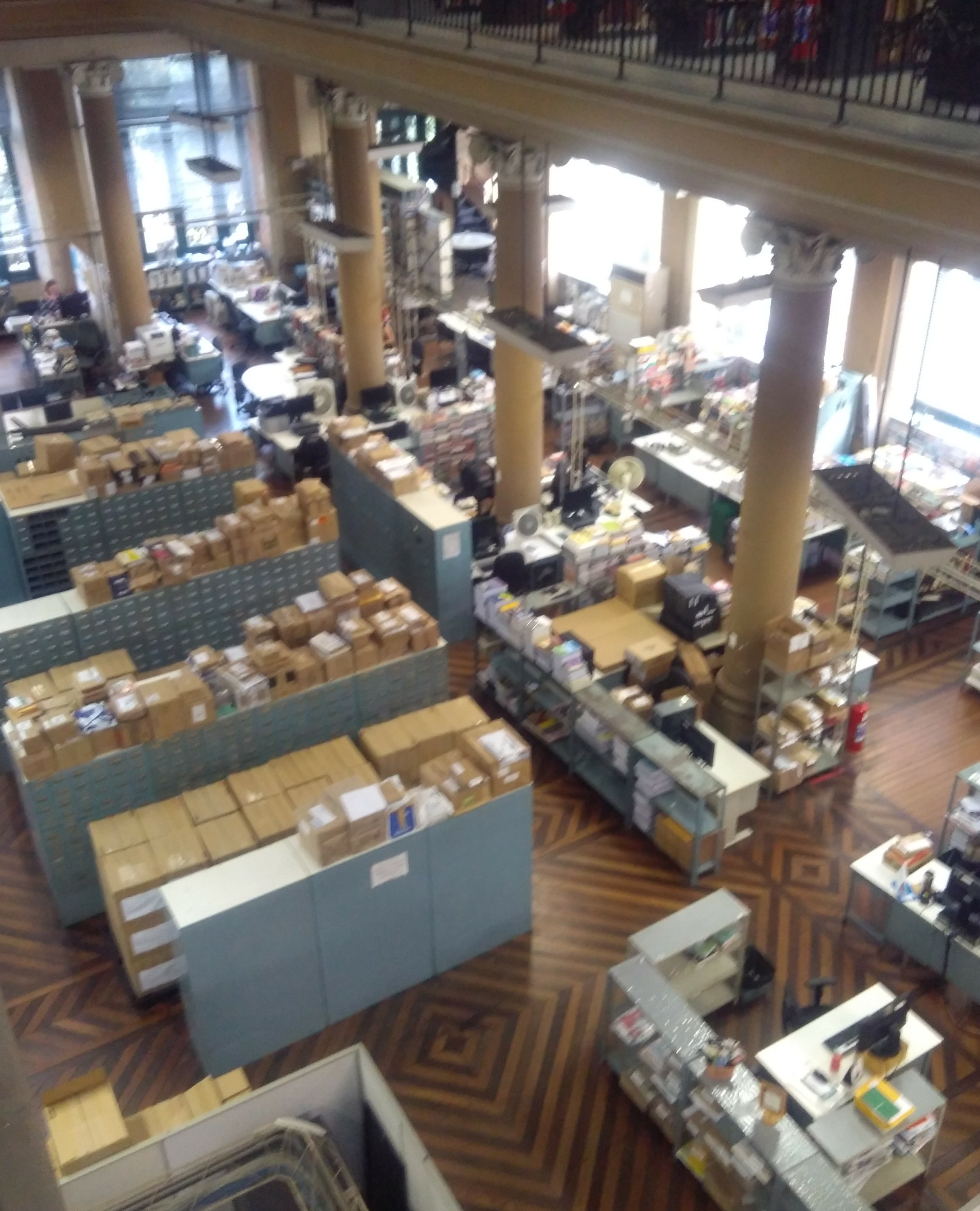
Interior da biblioteca.

Ao longo do século, a Biblioteca Nacional diversificou e aperfeiçoou suas atividades, e passou por sucessivas reformas. Em resposta às exigências impostas pela demanda dos pesquisadores, e diante da importância do conjunto bibliográfico e documental sob sua guarda, buscou acompanhar a evolução tecnológica mundial e investiu no aprimoramento dos mecanismos de segurança e preservação do patrimônio sob sua custódia; criou e desenvolveu metodologias modernas de catalogação e classificação para seu acervo e adotou novas tecnologias da informação, para garantir o direito de acesso do cidadão e contribuir para a sua qualificação.
A BN tem estabelecido estreita relação com organismos internacionais para divulgar os livros e autores brasileiros, e tem atuado no desempenho de funções referentes à biblioteca, ao livro e à leitura, em seus diversos segmentos. Como também tem a função de centro nacional de informações bibliográficas e documentais, vem atuando como uma biblioteca de amplo acesso com acervo disponível a pesquisadores, tanto presenciais quanto distantes, no Brasil e no exterior. Em seu prédio-sede atende a cerca de quinze mil usuários por mês. Dispõe de outra biblioteca pública: a Biblioteca Euclides da Cunha (BEC), dedicada ao público infanto-juvenil da Biblioteca Nacional, com a média de 2500 usuários por mês.
De seu acervo, vale destacar um exemplar da Bíblia de Gutenberg, de 1462 e a coleção iconográfica, Teresa Cristina Maria, inscrita no registro Programa Memória do Mundo pela Unesco em 2003. Esta última foi alvo de um grande furto em 2005.

### Biblioteca e hemeroteca digital
Atualmente a Biblioteca Digital desenvolve os seguintes projetos: Rede da Memória Virtual Brasileira; 200 Anos da Biblioteca Nacional; A França no Brasil; Periódicos e literatura; Biblioteca Virtual Pedro de Angelis; Guerra do Paraguai; Collecção D. Thereza Christina Maria (coleção fotográfica do Imperador Pedro II); Alexandre Rodrigues Ferreira - 250 Anos ("Expedição Filosófica"); Memória dos Presidentes (acervos documentais privados dos presidentes da República do Brasil); Brasil e Estados Unidos (interações entre o Brasil e Estados Unidos desde o século XVIII), em cooperação com a Biblioteca do Congresso; Tráfico de Escravos no Brasil; Acervo Mário Pedrosa e Biblioteca Virtual da Cartografia Histórica do século XVI ao século XVIII.
A Hemeroteca é um portal que possibilita a consulta, pela Internet, ao acervo de periódicos nacionais (jornais, revistas, anuários, boletins etc.) e de publicações seriadas. O acesso é inteiramente livre e sem qualquer ônus, e os títulos incluem desde os primeiros jornais criados no Brasil – como o Correio Braziliense e a Gazeta do Rio de Janeiro, ambos fundados em 1808 – até periódicos extintos no século XX (como a revista Fon-Fon, a revista em quadrinhos O Tico-Tico e os jornais  Diário Carioca, Correio da Manhã e Opinião) ou que não mais circulam em papel, como o Jornal do Brasil.
Em abril de 2021 o site da Biblioteca Nacional foi alvo de mesmo ataque hacker que atingiu o Superior Tribunal de Justiça, órgão do Poder Judiciário do Brasil. Após duas invasões, os serviços on-line da Biblioteca Nacional foram suspensos na segunda-feira, 12 de abril; a instituição afirmou que 'o estrago é mínimo', todos os servidores foram desligados como prevenção contra novas invasões, e os poucos documentos atingidos poderão ser recuperados. "Ainda não há previsão para volta do funcionamento do site e do acervo digital da Biblioteca Nacional." O caso gerou prejuízo enorme para os pesquisadores brasileiros - inclusive alguns que trabalham no exterior, que dependem de documentos disponíveis no site da instituição para trabalhar. A Biblioteca informou que o sistema não havia sido reestabelecido porque "muitos dados que estão sendo varridos e analisados", se voltarem ao ar, "ficam expostos a novas infestações, como aconteceu na manhã de terça-feira", quando o acesso foi restabelecido. Ainda segundo a assessoria da BN, a instituição estuda quais medidas judiciais tomar e registrou boletim de ocorrência. O Gabinete de Segurança Institucional da Presidência da República foi notificado para realizar investigação sobre o ataque aos servidores do governo federal.

### Coleção de Dom Pedro II
O imperador Dom Pedro II foi um entusiasta da fotografia, seja como mecenas, seja como colecionador. Foi o primeiro brasileiro a possuir um daguerreótipo, e, provavelmente, o primeiro fotógrafo nascido no Brasil. Devido ao seu interesse no assunto, implantou e ajudou decisivamente o desenvolvimento da fotografia no país. Sua filha, a princesa Isabel (1846-1921), foi, inclusive, aluna do fotógrafo alemão Revert Henrique Klumb (c. 1826- c. 1886). Ao ser banido do país em 1889, pelos republicanos, Pedro II doou à Biblioteca Nacional a coleção de cerca de 25 mil fotografias, que então denominou, juntamente com a coleção de livros, de Coleção Dona Theresa Christina Maria. Segundo Pedro Vasquez, essa coleção é, até hoje, “o mais diversificado e precioso acervo dos primórdios da fotografia brasileira jamais reunido por um particular, e tampouco por uma instituição pública”.

### Sociedade de amigos
A entidade civil que milita para contribuir no aprimoramento patrimonial, técnico e cultural da Biblioteca Nacional é a Sociedade de Amigos da Biblioteca Nacional.